# جيرالد لاروش
جيرالد لاروش (بالفرنسية: Gérald Laroche)‏ هو ممثل فرنسي، ولد في 1964 بباريس في فرنسا.

## وصلات خارجية
- جيرالد لاروش على موقع IMDb (الإنجليزية)
- جيرالد لاروش على موقع ألو سيني (الفرنسية)
- جيرالد لاروش على موقع أول موفي (الإنجليزية)
- جيرالد لاروش على موقع قاعدة بيانات الأفلام السويدية (السويدية)
- جيرالد لاروش على موقع قاعدة بيانات الفيلم (الإنجليزية)
- جيرالد لاروش على موقع كينوبويسك (الروسية)